# Qianshan
Qianshan léase Chián-Shan (en chino:千山区, pinyin:Qiānshān qū, lit:monte Qian -mil-) es un distrito urbano bajo la administración directa de la ciudad-prefectura de Anshan. Se ubica en la provincia de Liaoning , noreste de la República Popular China . Su área es de 503 km² y su población total para 2010 fue +200 mil habitantes.

## Administración
Desde agosto de 2011 el distrito de Qianshan se divide en 5 pueblos que se administran en poblados.